# Alexandre Iachine
Pour les articles homonymes, voir Iachine.
Alexandre Iakovlevitch Iachine (en russe : Александр Яковлевич Яшин), né le 14 mars 1913 (27 mars dans le calendrier grégorien) dans le village de Bloudnovo, dans l'ouiezd de Nikolsk (Empire russe) et mort le 11 juillet 1968 à Moscou, est un écrivain et poète russe. 

## Biographie
De son vrai nom Alexandre Popov, le futur écrivain naît dans le village de Bloudnovo, dans la famille de paysans. Ses premiers écrits sont publiés en 1928. Il suit une formation pédagogique dans une école technique de Nikolsk et exerce ensuite comme enseignant dans le milieu rural.
Il s'installe à Moscou en 1935 et fait ses études à l'Institut de littérature Maxime-Gorki dont il sort diplômé en 1941. Il a écrit de nombreux poèmes publiés sous le régime soviétique. Membre de l'Union des écrivains soviétiques depuis 1939, membre du PCUS depuis 1941. 
Pendant la Seconde Guerre mondiale, il se porte volontaire pour le front et, en tant que correspondant de guerre et commissaire politique, participe à la défense de Leningrad et Stalingrad, à la libération de la Crimée. Il termine la guerre avec le grade de capitaine.
En 1956, à l'époque de la destalinisation, il publie le récit Les Leviers, une critique de la société régie par le culte de la personnalité.
Mort d'un cancer le 11 juillet 1968 à Moscou, l'écrivain est enterré dans son village natal. Un musée porte son nom dans la ville où il a effectué ses études : Nikolsk.

## Récompenses et distinctions
- ordre de l'Étoile rouge : 1945
- prix Staline de 2e classe : 1950, pour le poème Alena Fomina
- médaille pour la Défense de Stalingrad : 1942
- médaille pour la Défense de Léningrad : 1942
- médaille pour la victoire sur l'Allemagne : 1945

## Œuvres

### Livres de poésie
- Les Chansons du Nord (Песни Северу, 1934)
- Compatriotes (Земляки, 1946),
- L'Homme soviétique (Советский человек, 1951)
- Le Pain frais (Свежий хлеб, 1957)
- Conscience (Совесть, 1961)
- Pieds nus sur la terre (Босиком по земле, 1965)
- Jour de la création (День творенья, 1968)

### Poèmes
- La Ville de colère (Город гнева, 1943)
- Alena Fomina (Алёна Фомина, 1949)

### Récits
- Les Leviers (Рычаги, 1956)
- Mariage de Vologda (Вологодская свадьба, 1962)

### Nouvelles
- En visite chez le fils (В гостях у сына, écrite en 1958, publiée en 1987)
- Orpheline (Сирота, 1962)
- Fruit du sorbier (Угощаю рябиной, 1965)